# Уммендорф (Саксонія-Ангальт)
Уммендорф (нім. Ummendorf) — громада в Німеччині, розташована в землі Саксонія-Ангальт. Входить до складу району Берде. Складова частина об'єднання громад Обере-Аллер.
Площа — 15,68 км2. Населення становить 945 ос. (станом на 31 грудня 2021).